# Fiori (Rio)
Fiori è un album del 2013 del gruppo musicale Rio.

## Tracce
1. Nuovo sole
2. Un giorno alla volta
3. Per sempre
4. Terremosse
5. Come quando
6. Fiori
7. È nata una stella
8. Ti chiedo scusa
9. Check-in online
10. Niente da dire
11. Sensibile
12. Io spero vivamente
13. Il sole splende sempre